# 한국새순협회
한국새순협회는 회원상호간의 친목을 도모하고 새싹·아이순·베이비, 무순, 허브 생산 및 판매 등에 관련된 정보 교환, 생산농산물의 위생적인 관리를 통한 국민보건증진에 기여함과 아울러 유통질서 확립으로 동업의 건전한 발전을 기하며 회원의 복리증진에 이바지함 목적으로 2009년 5월 15일 설립된 대한민국 농림수산식품부 소관의 사단법인이다. 사무실은 경기도 광주시 초월읍 서하리 201-1에 있다.

## 주요 사업
- 양질의 새싹․아이순․베이비, 무순, 허브의 생산, 판매, 유통 등 공동이익의 도모, 품질 및 위생에 대한 자체관리 및 유통질서 확립, 조사 연구 및 생산기술지도, 간행물 등의 발간 및 홍보 사업
- 새싹․아이순․베이비, 무순, 허브 수출 확대를 위한 해외시장 개척
- 안정적인 원료 종자 확보를 위한 채종사업 추진
- 국가 또는 자치단체로부터 위촉받은 사업
- 기타 본 회의 목적달성에 필요한 사업